# Yūta Baba
Yūta Baba (jap. 馬場 憂太 Baba Yūta; ur. 22 stycznia 1984) – japoński piłkarz występujący na pozycji pomocnika.

## Kariera klubowa
Od 2002 do 2013 roku występował w klubach FC Tokyo, JEF United Chiba, Montedio Yamagata, Tokyo Verdy i Daejeon Citizen.